# Richard Langin
Richard Langin est un acteur français de films pornographiques, né le 29 octobre 1963.
Originaire de Bourgogne, il commence sa carrière dans le cinéma pornographique à la fin des années 1980 et devient l'un des "hardeurs" français les plus actifs. À partir des années 2010, ses apparitions deviennent plus occasionnelles.
Il a notamment tourné pour le réalisateur italien Tony Del Duomo un film sorti en décembre 2007 et intitulé Fuck Fighter, avec le français Ian Scott, et l'actrice pornographique Ellen Saint. 
Il est aujourd’hui un des seuls acteurs français à avoir reçu un Hot d’Or.

## Récompenses
- Hot d'or 1997 : Meilleur acteur dans The Pyramid.